# Кропп, Джон
Джон «Джек» Уркхарт Кропп (англ. John "Jack" Urquhart Cropp, 23 мая 1927, Хокитика, Новая Зеландия — 25 июня 2016, Такака, Новая Зеландия — новозеландский яхтсмен, чемпион летних Олимпийских игр в Мельбурне (1956).

## Спортивная карьера
В юности работал литографом в полиграфической промышленности, но после того, добился успеха в спорте стал профессиональным яхтсменом и дизайнером. 
Завоевал золотую медаль на летних Играх в Мельбурне (1956), в которой впервые участвовали яхтсмены Новой Зеландии. 
В первый раз, когда Новая Зеландия отправила яхтсменов на Олимпийские игры, они завоевали золотую медаль. В ходе соревнований новозеландцы выиграли три из семи гонок, а их ближайшие соперники, австралийцы, выиграли два заезда. В финальной гонке они заняли второе место, но австралийский шкипер был дисквалифицирован и победа была присуждена яхтсменам Новой Зеландии. .
В 1990 г. вместе со своим партнером по выступлениям Питером Мэндером был введен в Зал спортивной славы Новой Зеландии.